# Keiji Kaimoto
Keiji Kaimoto (jap. 海本慶治 Kaimoto Keiji; ur. 26 listopada 1972 roku w Suicie) - japoński piłkarz grający na pozycji obrońcy, reprezentant kraju.

## Kariera klubowa
Od 1995 do 2008 roku występował w klubach: Vissel Kobe, Nagoya Grampus Eight i Albirex Niigata.

## Kariera reprezentacyjna
W reprezentacji Japonii zadebiutował w 2000.

## Statystyki
| Reprezentacja Japonii | Reprezentacja Japonii | Reprezentacja Japonii |
| Rok                   | Mecze                 | Gole                  |
| --------------------- | --------------------- | --------------------- |
| 2000                  | 1                     | 0                     |
| Razem                 | 1                     | 0                     |

## Osiągnięcia
- Puchar Azji: 2000